# Rendez-vous à Kiruna
Rendez-vous à Kiruna är en fransk film från 2013 i regi av Anna Novion, inspelad i Kiruna.

## Rollista (i urval)
- Jean-Pierre Darroussin : Ernest Toussaint
- Anastasios Soulis : Magnus
- Claes Ljungmark  : Stig
- Kim Bodnia  : John den biker
- Judith Henry : Victoire
- Lia Boysen  : Linda
- Tord Peterson  : Le grand-père
- Dag Malmberg  : Höglund
- Adrien Bretet : Palud
- Stefan Cronwall : L'invité du bar